# Basilica di San Remigio (Reims)
La Basilica di San Remigio di Reims è una basilica costruita verso l'anno 1000 nella città di Reims. Dopo la cattedrale è la chiesa più celebre di Reims. Essa fu a lungo annessa all'omonima abbazia.
La basilica è classificata monumento storico di Francia dal 1840 ed ha il rango di basilica minore. Essa contiene le reliquie del vescovo San Remigio che battezzò Clodoveo, re dei Franchi il giorno di Natale di un anno compreso fra il 496 e il 506, forse il giorno della ricorrenza dell'Incarnazione nel 499, dopo la battaglia di Tolbiac.
Tuttavia la tradizione vuole che si tratti dell'anno 496, celebrato con la venuta di papa Giovanni Paolo II nel 1996 per i 1500 anni di battesimo della Francia. Il vescovo morì nel 533, all'età di 96 anni, e la sua fama di santità e di miracoli ripetuti attrasse molto presto numerosi pellegrini.

## Storia
Nel 533, san Remigio, vescovo di Reims, auspicò che la sua salma fosse inumata nella cappella dedicata a San Cristoforo che si trovava a due chilometri dalla cattedrale. Molto presto questa cappella divenne luogo di pellegrinaggio. La gente affluiva, vi si insediarono alcuni religiosi per sorvegliare il corpo del santo. La cappella primitiva fu ingrandita alle dimensioni di una chiesa, ove fu traslato il corpo dal 1º ottobre, giorno in cui divenne San Remigio.

Tomba di san Remigio nel coro della basilica
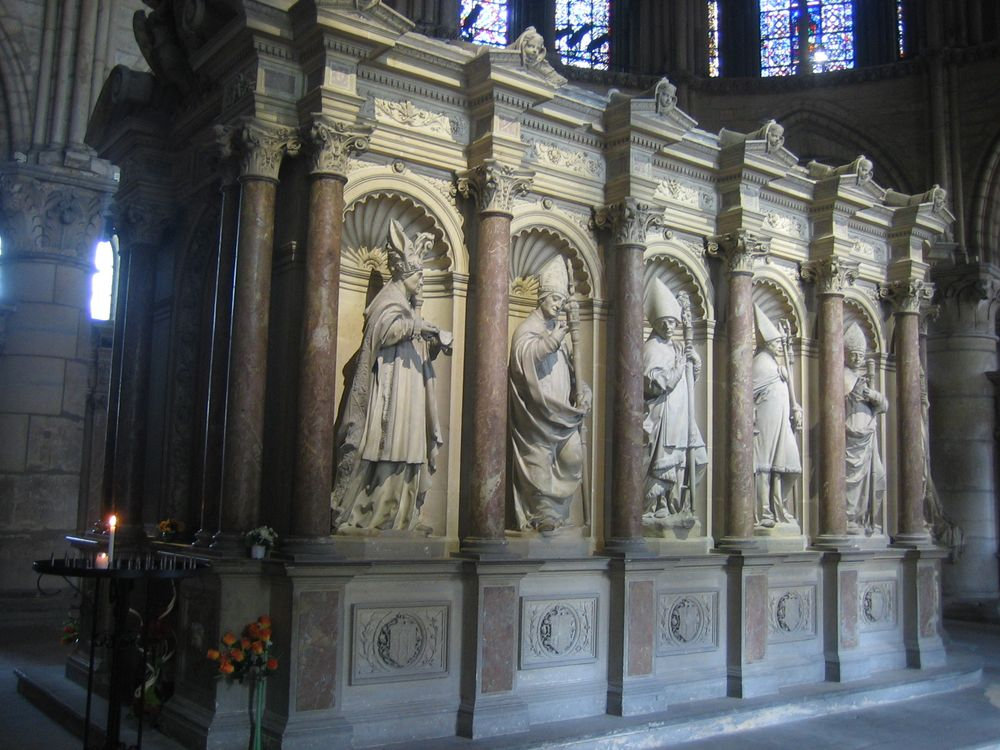
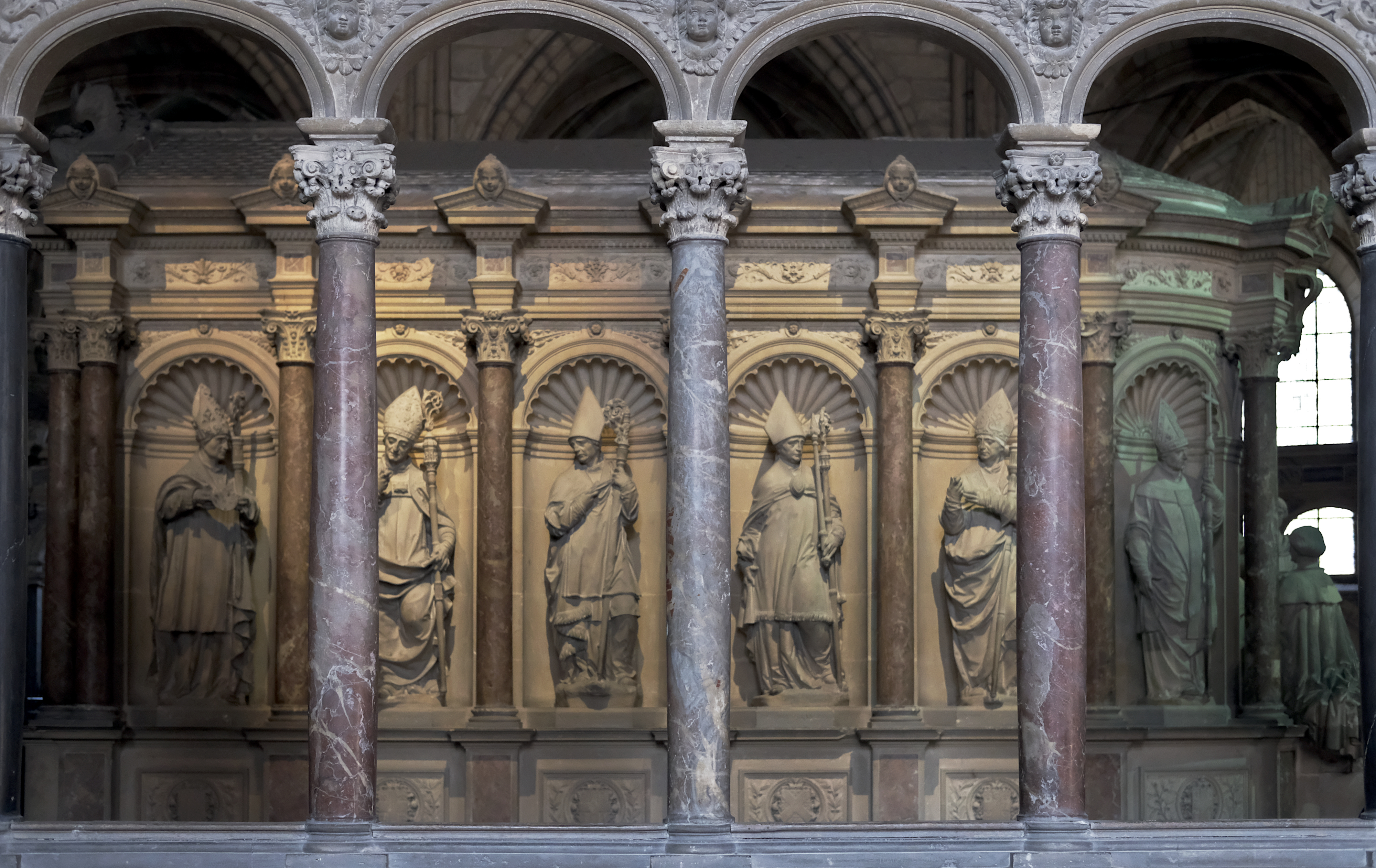
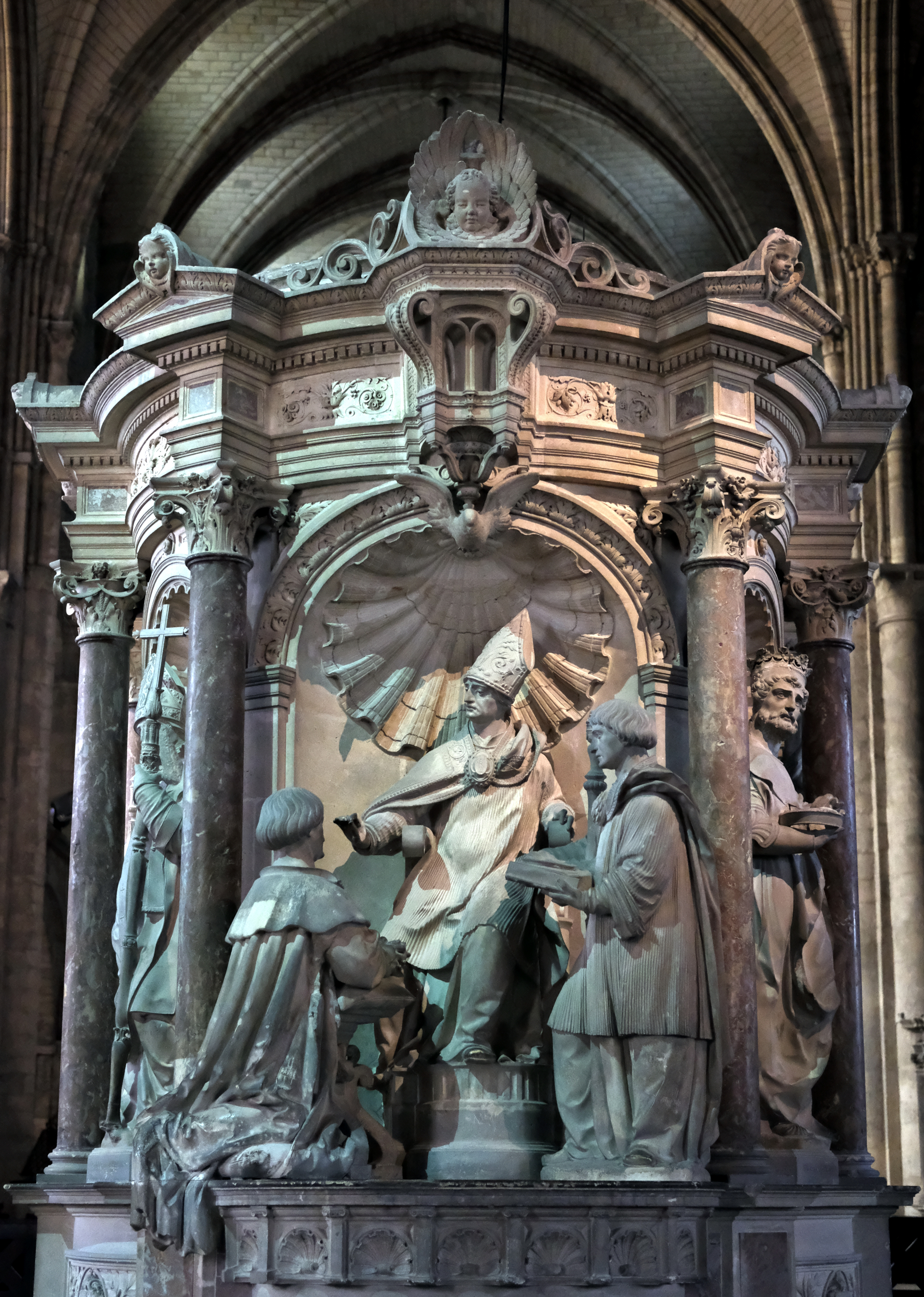

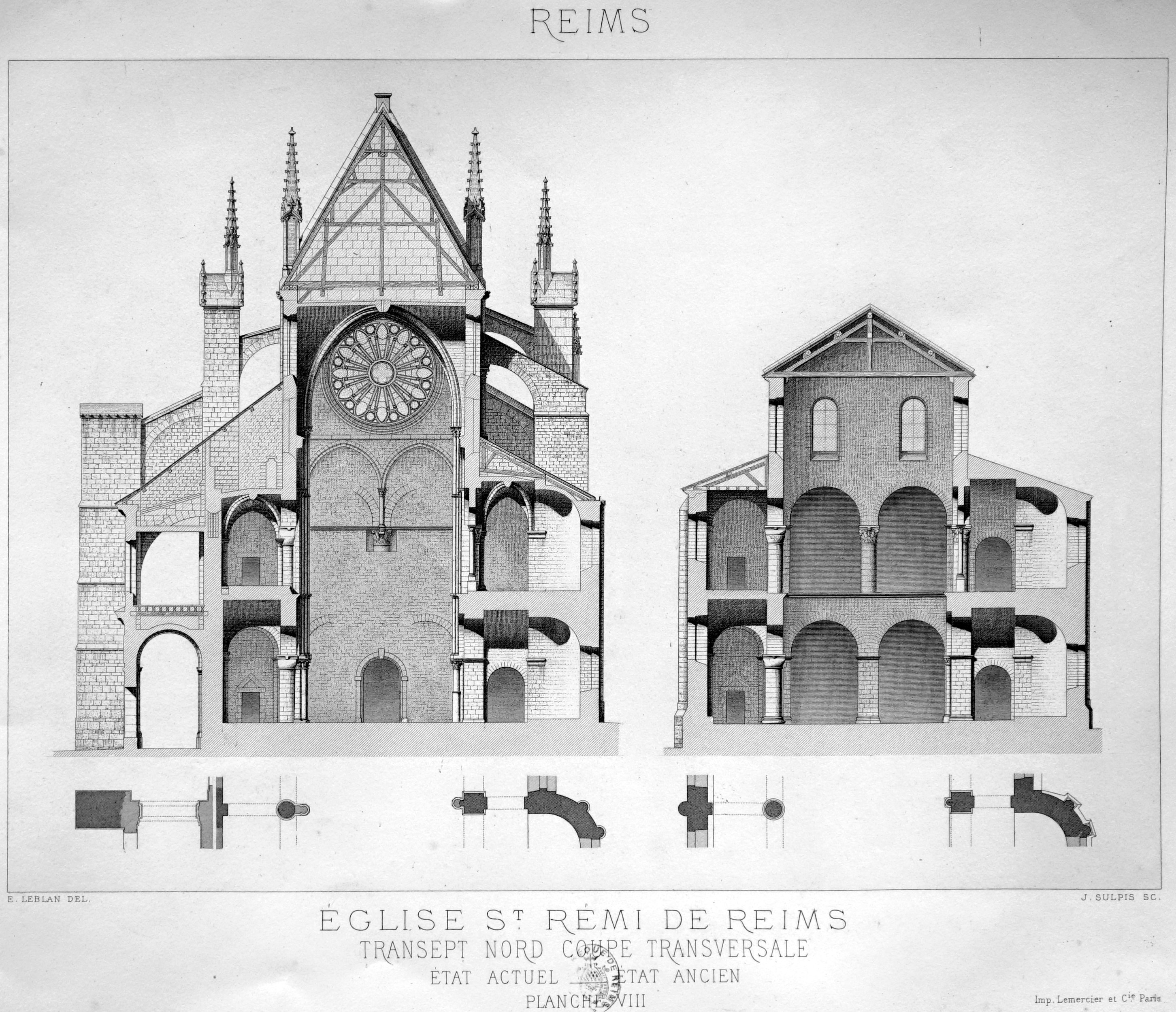
La basilica su un rilievo di Leblan, incisione di Jean-Joseph Sulpis.

Verso il 760, l'abate Turpino fondò l'Abbazia di Saint-Remi e vi installò una comunità religiosa benedettina che vi rimarrà fino alla Rivoluzione francese. A metà del IX secolo, l'arcivescovo Incmaro ingrandì l'edificio e consacrò l'abbaziale carolingia. Questa sparì dopo l'anno mille, per essere rimpiazzata da una grande chiesa romanica, secondo le intenzioni dell'abate Airard. Il piano, troppo ambizioso, fu rimaneggiato dall'abate Thierry, suo successore. Ne rimangono le undici campate della navata, con tribune e navate laterali oltre al transetto. A quell'epoca, una carpenteria in legno copre l'insieme. La basilica fu consacrata da papa Leone IX nel 1049, in occasione del Concilio di Reims. Questo papa, nato a Eguisheim in Alsazia, viaggiava molto tra le regioni delle attuali Italia, Francia e Germania. Dopo che fu fatto prigioniero dai Normanni e dopo la sua morte nel 1054, vi fu il Grande Scisma tra Oriente e Occidente. Tra il 1118 e il 1151, l'abate Odone fece decorare il santuario e il coro monastico e questa decorazione fu preservata fino alla rivoluzione.
Odone aveva fatto fare un pavimento di mosaici nel coro delle monache, che occupava le quattro ultime campate della navata e nella crociera del transetto.
Il pavimento circondava e poneva in evidenza delle lastre funerarie di personaggi importanti interrati nella chiesa dall'epoca carolingia. Vi era in particolare la pietra tombale della regina Gerberga di Sassonia, sorella di Ottone il Grande e consorte di Luigi IV, come pure quella di sua figlia Albrade. I re del X secolo, Luigi IV e Lotario IV furono oggetto di una presentazione più insigne: le loro statue in pietra che li mostrano seduti su troni furono disposte da un lato e dall'altro dell'altar maggiore a est della crociera. In compenso, il re Carlomanno I non fu coinvolto in questo programma decorativo e prima della Rivoluzione non vi era alcun epitaffio che lo menzionasse.

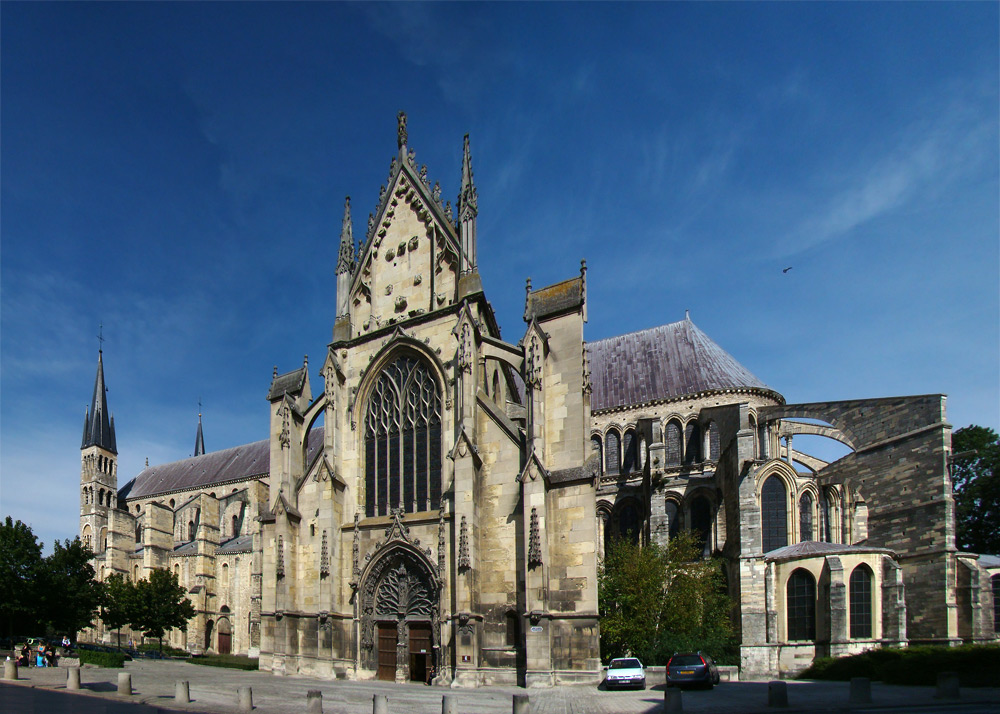
Il portale del transetto

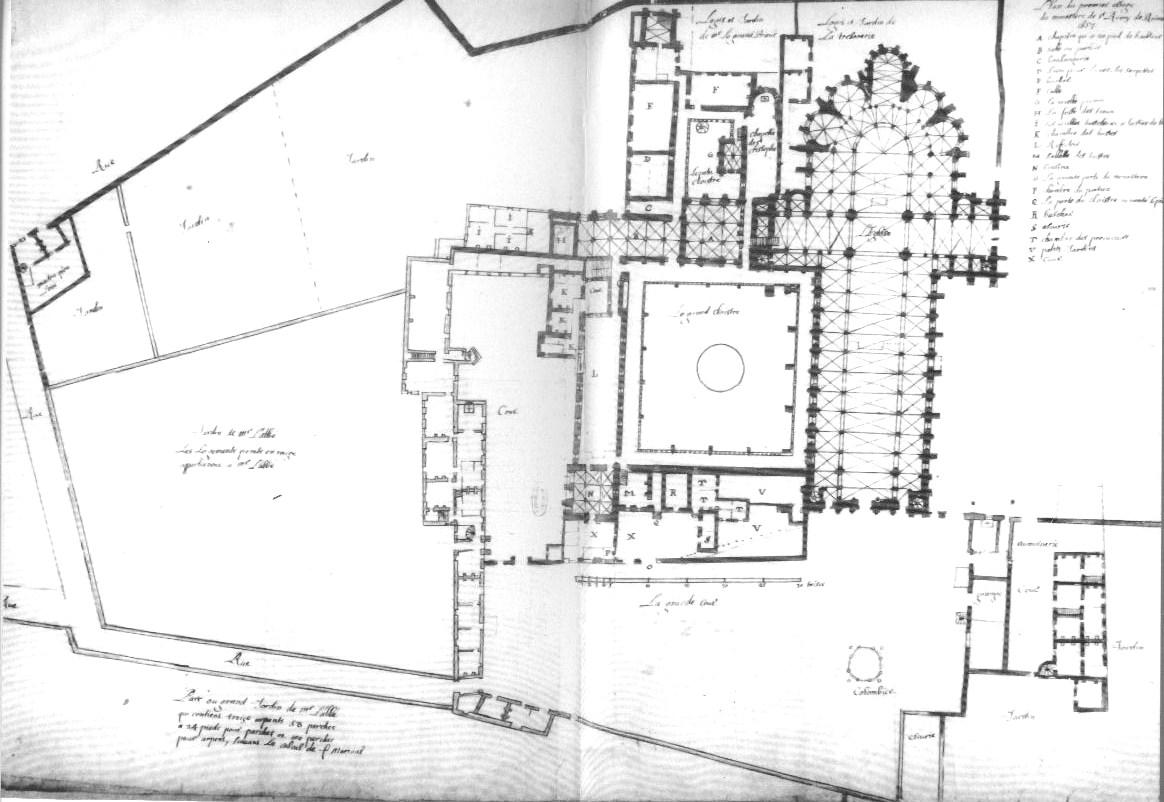
L'abbazia nel 1653.

Nel 1162, il nuovo abate Pierre de Celle decise importanti modifiche: il portico romanico fu demolito e venne prolungata la navata di due campate gotiche. Una nuova facciata collegò le due torri romaniche conservate. Un nuovo coro gotico, più profondo, con deambulatorio e cinque cappelle a raggiera rimpiazzò il coro romanico. Furono realizzate numerose vetrate. Nel 1181, don Simon successe a Pierre de Celle. Egli sopraelevò e rinforzò i muri romanici della navata per dotare di volta l'edificio. L'arcivescovo di Reims, Roberto di Lénoncourt, all'inizio del XVI secolo, fece innalzare il portale a finestra "fiammeggiante" nel braccio sud del transetto. La Congregazione di San Mauro, che riformò l'abbazia a partire dal 1627, fece riprendere numerosi edifici di abitazione, ritornare dei novizi e costruire la colonnata rinascimentale che chiude il coro.
Un grande incendio devastò l'abbazia e ne distrusse la biblioteca nella notte tra il 15 e il 16 gennaio 1774; essa fu rimaneggiata dall'architetto Louis Duroch: la corte, la scala e la facciata attuale sono sue. L'edificio della basilica evitò le demolizioni della tormenta rivoluzionaria, ma l'interno fu profanato e saccheggiato. Elementi del mobilio interno d’inestimabile valore sparirono, come la Santa Ampolla, distrutta dai rivoluzionari nel 1793, quando i benedettini furono cacciati dal loro monastero. Dopo la rivoluzione essa divenne chiesa parrocchiale per i quartieri meridionali. 

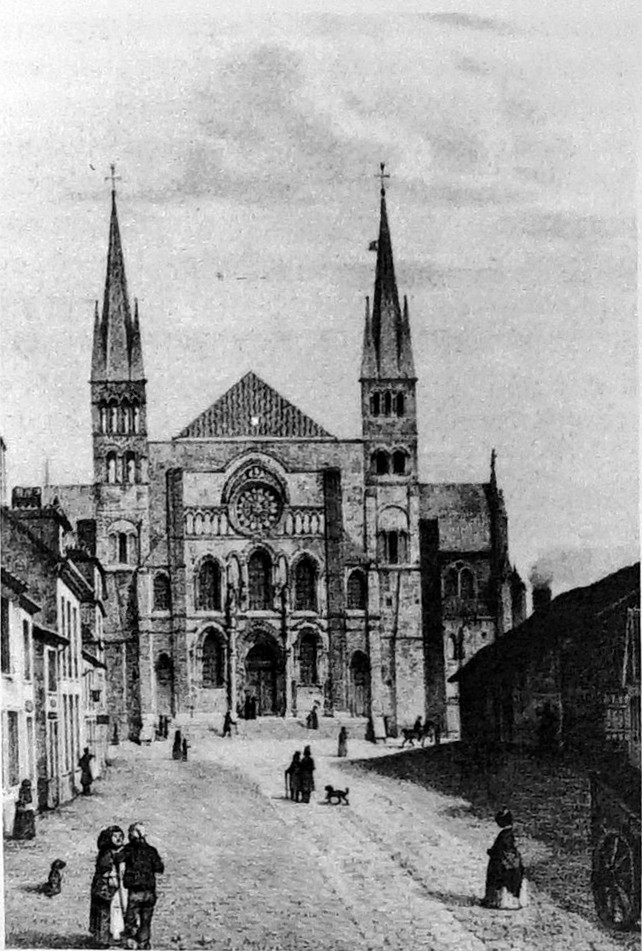
La basilica prima del restauro della facciata.

Il XIX secolo vide la ricostruzione della torre nord e della parte alta della facciata, a partire dal rosone; quella delle volte della navata rimpiazzate da false volte in legno, così come l'innalzamento d'un nuovo mausoleo. La cassa in bronzo dorato racchiusa nel mausoleo fu realizzata nell'occasione del XIV centenario del battesimo di Clodoveo, nel 1896. «La corona di luce», simbolo della Gerusalemme celeste e le sue novantasei bugie che evocano la durata della vita di san Remigio, fu rifatta.
Il 1º agosto 1918, la basilica ospitava un ospedale quando bombe sganciate da aeroplani tedeschi si abbatterono su di essa incendiando il tetto: le fiamme si estesero subito. Le false volte in legno e gesso rovinarono su tutta la lunghezza della navata centrale e su una parte del transetto. I muri furono trapassati, il suolo ricoperto di macerie e non rimasero più che le trasmissioni dell'organo Brisset. I danni furono aggravati delle intemperie dell'inverno, che videro in seguito lo sfondamento del collaterale sud nell'aprile 1919, mentre piogge e temporali abbatterono il pignone nord del transetto nel 1920.

## Descrizione

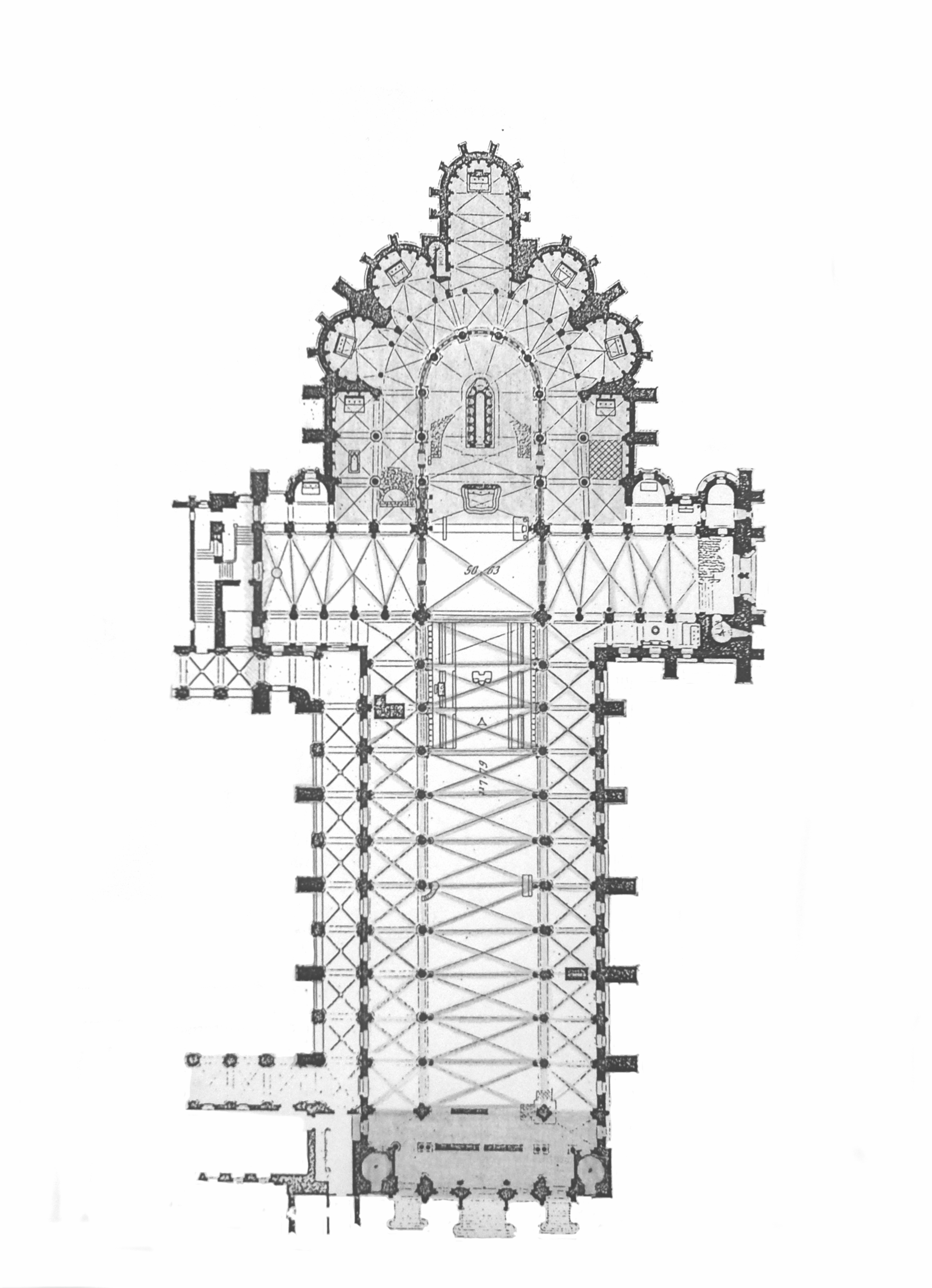
Pianta della basilica.

L'edificio, sito in rue Fery 16, adotta la pianta basilicale. La navata e i transetti sono di stile romanico e sono i più antichi, mentre la facciata del transetto sud è la parte più recente. Il coro e l'abside risalgono ai secoli XII e XIII.
La basilica ha una lunghezza totale di 126 metri e una larghezza esterna di 58 metri.
I monumenti di valore che si trovavano nella chiesa in passato sono stati saccheggiati durante la Rivoluzione; la tomba del santo è una ricostruzione del XIX secolo. Il resto delle vetrate del XII secolo nell'abside e gli arazzi offerti dall'arcivescovo Roberto I di Lenoncourt (arcivescovo di Reims dal 1509 al 1532), sono esposti nel museo installato nell'antica abbazia. La basilica di Saint-Remi come l'abbazia benedettina ad essa contigua del XVIII secolo (museo Saint-Remi, collezioni gallo-romane in particolare) sono state classificate come Patrimonio mondiale dall'UNESCO nel 1991.

## Galleria d'immagini

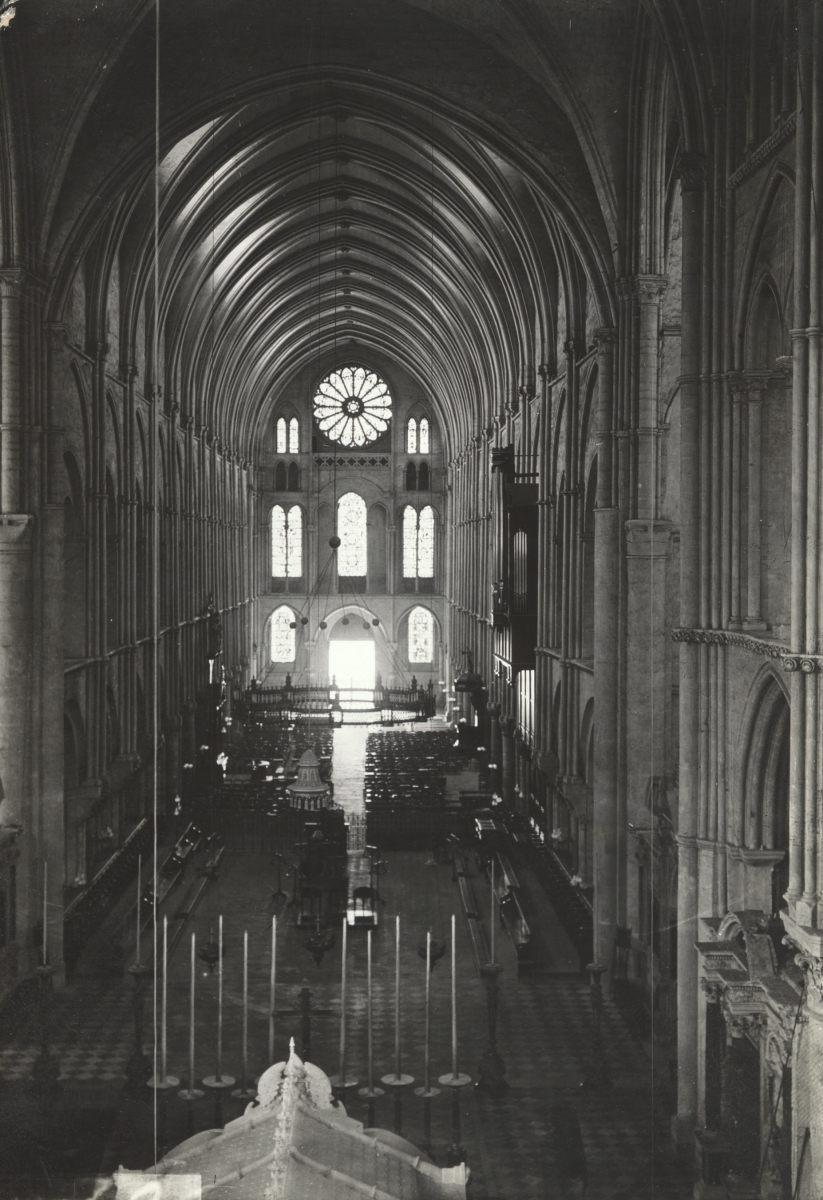
La navata centrale verso il portale.
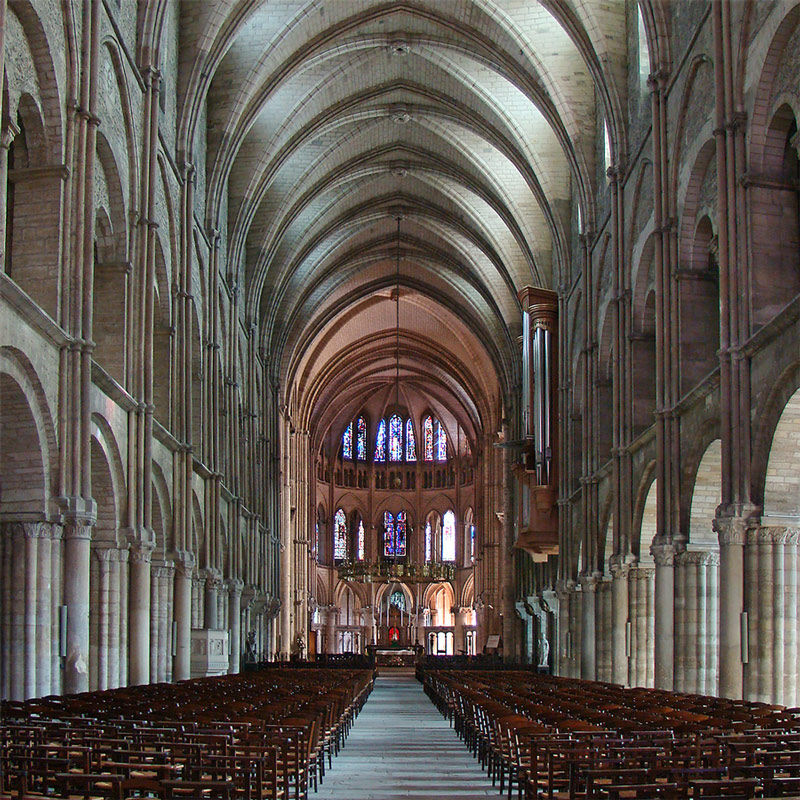
La navata centrale verso il coro.
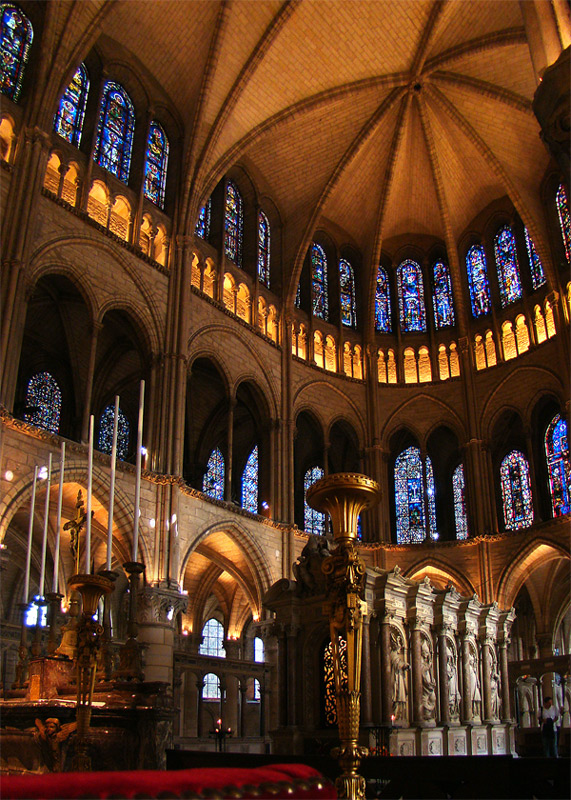
Il coro.
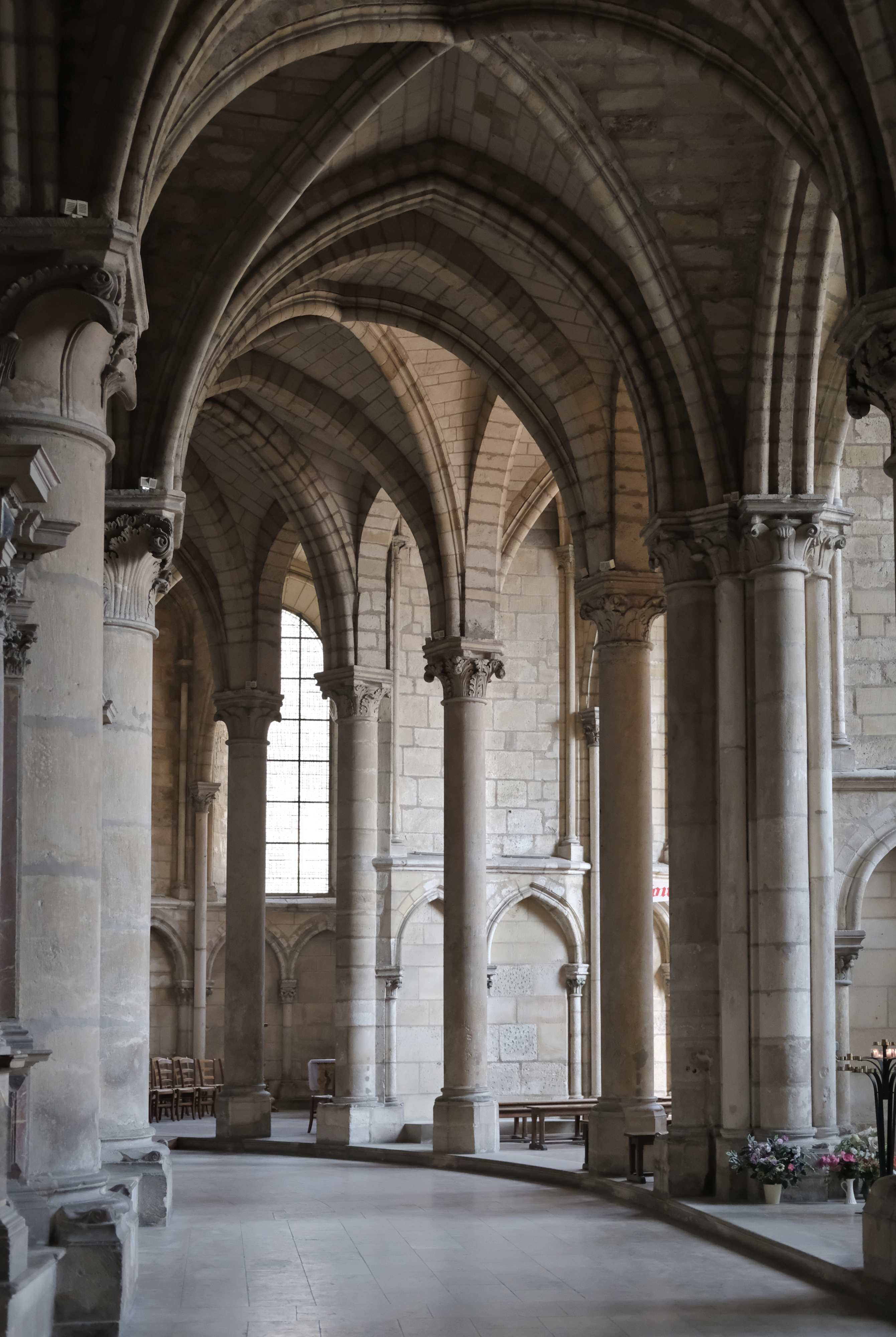
Il deambulatorio.
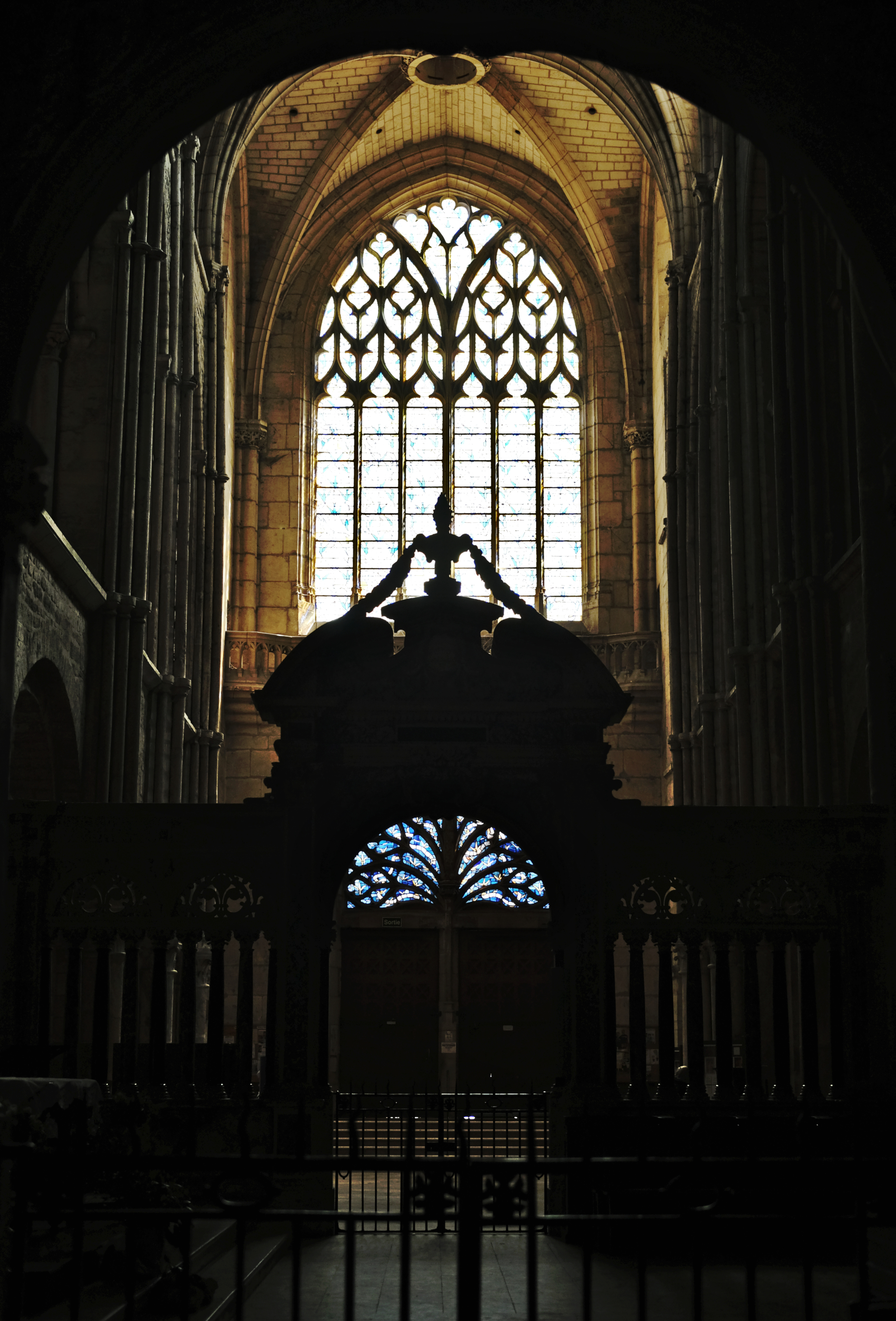
Il transetto.
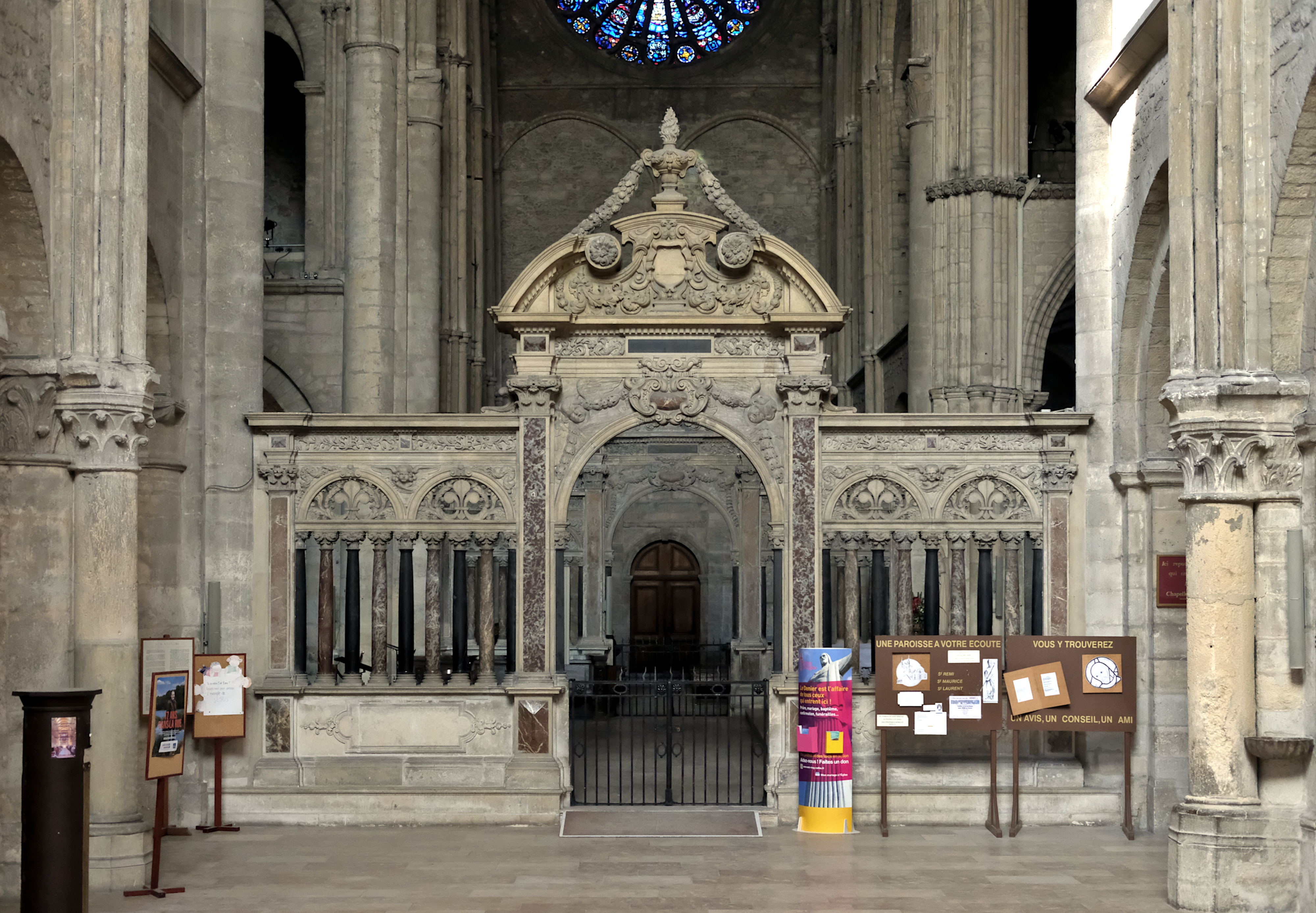
Dettaglio del transetto.
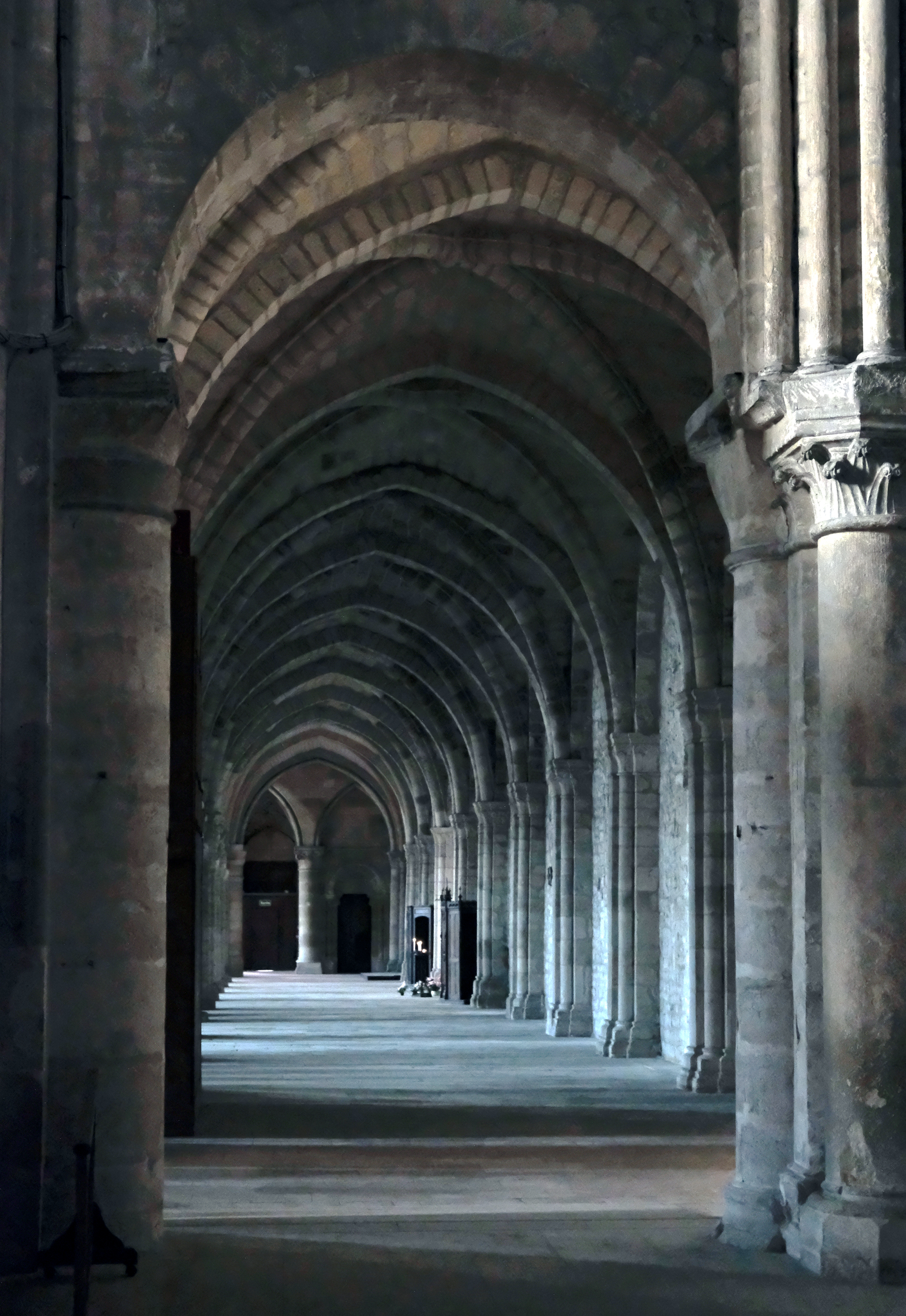
Navata laterale.
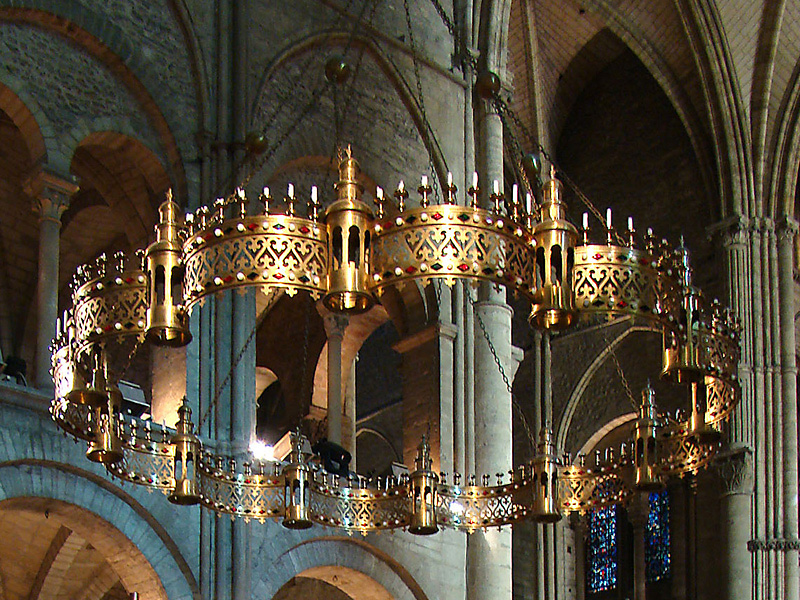
La "corona di luci"